# 11.22.63
11.22.63 is een sciencefiction-miniserie, gebaseerd op het gelijknamige boek 22-11-1963 door Stephen King. De serie omvat acht afleveringen. 11.22.63 werd geproduceerd door J.J. Abrams en ging in première op 15 februari 2016.

## Productie
Op 26 april 2013 werd bekendgemaakt dat Warner Bros Television en Bad Robot Productions onderhandelden om de rechten te krijgen van het werk 22-11-63, teneinde die te verfilmen en er een (mini)serie van te maken. Op 22 september 2014 werd bekendgemaakt dat de productie zou worden voortgezet door Hulu. Carol Spiers zou de production designer worden en James Franco zou de rol van Jake Epping spelen. Op 29 mei 2015 ging het filmen van start. De miniserie ging in première op 15 februari 2016, op presidentsday, en telt acht afleveringen.

## Verhaal
Jake Epping, een leraar aan de universiteit, heeft recentelijk een echtscheiding doorgemaakt. Dan wijst een vriend hem op een poort in de tijd. Die poort biedt hem de mogelijkheid terug de tijd in te gaan. Het is dan ook Eppings streven om terug de tijd in te gaan en de moord op John F. Kennedy op 22 november 1963 in Dallas, Texas te verhinderen. Maar als hij in het jaar 1960 belandt, krijgt hij te maken met gebeurtenissen die zijn leven blijvend zullen veranderen.

## Rolverdeling
- James Franco als Jake Epping / James Amberson[1]
- Chris Cooper als Al Templeton
- Sarah Gadon als Sadie Dunhill
- Lucy Fry als Marina Oswald
- George MacKay als Bill Turcotte
- Daniel Webber als Lee Harvey Oswald

## Afleveringen
- The Rabbit Hole
- The Kill Flore
- Other Voices, other Rooms
- The Eyes of Texas
- The Truth
- Happy Birthday, Lee Harvey Oswald
- Soldier Boy
- The Day in Question